# Campo del Gas
El Campo del Gas fue un recinto deportivo que se situaba en el paseo de las Acacias de la ciudad de Madrid, destinado fundamentalmente a la celebración de combates de boxeo, la noche de los viernes, pero también fútbol y lucha libre.

## Historia
Debe su nombre a que estaba situado junto a la Fábrica de Gas que pertenecía a la Sociedad Madrileña para el Alumbrado de Gas. Situado al aire libre, comenzó a utilizarse para actividades deportivas a partir de 1943. Su época de mayor esplendor coincidió con el máximo auge del boxeo en España entre las décadas de 1950 y 1960. En cuanto al fútbol, jugaron en el mismo equipos como el Gas, A.D. Ferroviaria, C.D. Cuatro Caminos, Unión Delicias, C.D. Getafe, etc. 
Además, albergó espectáculos musicales como un concierto de Supertramp en 1983.
El campo cerró sus puertas cuando Gas Madrid, propietaria de los terrenos, decidió dar un uso alternativo a los mismos construyendo un aparcamiento.